# Heinrich Krauße
Heinrich Krauße (* 4. Mai 1871 in Siegen; † 8. August 1934) war ein deutscher Reichsgerichtsrat.

## Leben
Krauße legte das Assessor-Examen 1898 ab. Er war bis 1904 Assessor in Rixdorf, Landgericht Berlin II, Amtsgericht Senftenberg, Amtsgericht Finsterwalde und Landgericht Prenzlau. 1904 wurde er Amtsrichter in Rixdorf, 1906 Landrichter am Landgericht I Berlin und war zugleich Hilfsrichter am Kammergericht. 1910 wurde er Oberlandesgerichtsrat beim Oberlandesgericht Stettin. Im Juli 1914 wurde er hauptamtliches Mitglied der Justizprüfungskommission und Kammergerichtsrat. Im Ersten Weltkrieg bekleidete er den Rang eines Hauptmanns. Seine Ernennung zum Reichsgerichtsrat erfolgte 1920. Er verstarb vor Versetzung in den Ruhestand am 8. August 1934.